# Faro de Akraberg
El Faro de Akraberg es un faro en la isla de Suðuroy en Dinamarca, que data de 1909 cuando algunas casas unifamiliares fueron construidas en Akraberg. El faro en sí es de 14 m de altura, consta de una torre cilíndrica blanca con techo rojo landtern. Fue equipado con cables de retención para resistir la fricción del viento en esta península del sur. El plano focal se encuentra a 94 m sobre el nivel del mar, una señal de flash se da cada 20 segundos con sectores rojos, verdes y blancos. Si es necesario, puede sonar una sirena de niebla cada 60 segundos. En la actualidad, solo hay dos casas y un faro, pero no hay habitantes. La última familia que vivía allí era el farero Hans Petur Kjærbo y su familia. Vivieron allí durante un terrible huracán en diciembre de 1988, que más tarde se ha llamado el huracán Navidad. Por suerte la casa fue muy bien construida y resistió el fuerte viento.
El faro es ahora automático, y requiere atención regular. Hans Petur Kjærbo sigue siendo un guardián del faro, pero ahora trabaja no solo en Akraberg sino que también asiste a la mayoría de los otros faros de las Islas Feroe.